# 訴諸新潮
訴諸新潮（英語：appeal to novelty；拉丁語：argumentum ad novitatem）是一種訴諸情感謬誤，係宣稱某事物最新、最符合時代潮流，以吸引他人接受。

## 示例
例一
现在的男性都留短发，因而作为男性，你也必须要留短发。

## 相關概念
- 訴諸年代：主張某想法已過時，因此是不好的。
- 訴諸傳統：主張某想法行之有年，因此是好的。

## 外部連結
- （英文）The Appeal to Novelty Fallacy: Why New Isn't Necessarily Better（页面存档备份，存于）